# Новосултангулово
Новосултангу́лово (рос. Новосултангулово) — село у складі Асекеєвського району Оренбурзької області, Росія.

## Населення
Населення — 721 особа (2010; 753 у 2002).
Національний склад (станом на 2002 рік):
- татари — 98 %